# Кудиново (сільське поселення село Недєльне)
Кудиново (рос. Кудиново) — присілок в Малоярославецькому районі Калузької області Російської Федерації.
Населення становить 7 осіб. Входить до складу муніципального утворення Село Недельне.

## Історія
Від 2004 року входить до складу муніципального утворення Село Недельне.

## Населення
| 2002 | 2010 |
| ---- | ---- |
| 4    | ↗7   |